# Diamanto Evripidou
Diamanto Evripidou (Strovolos, 30 marzo 2000) è una ginnasta cipriota.
Ha rappresentato il suo Paese a vari eventi internazionali tra cui i XXI Giochi del Commonwealth, dove ha vinto 4 medaglie d'oro (nel concorso generale a squadre ed individuale, con il cerchio e con la palla), una d'argento con i nastri e una di bronzo con le clavette.